# Czerniewicze (rejon głębocki)
Czerniewicze (biał. Чарневічы; ros. Черневичи) – agromiasteczko na Białorusi, w obwodzie witebskim, w rejonie głębockim, w sielsowiecie Prozoroki.
Siedziba parafii prawosławnej (pw. św. Paraskiewy) i rzymskokatolickiej (pw. Podwyższenia Krzyża Świętego).

## Historia
W czasach zaborów wieś w gminie Czerniewicze, w powiecie dzisieńskim, w guberni wileńskiej Imperium Rosyjskiego.
W latach 1921–1945 wieś leżała w Polsce, w województwie wileńskim, w powiecie dziśnieńskim, w gminie Czerniewicze, a od 1929 w gminie Prozoroki.
Według Powszechnego Spisu Ludności z 1921 roku zamieszkiwało tu 30 osób, 2 były wyznania rzymskokatolickiego, 25 prawosławnego, a 3 mojżeszowego. Jednocześnie 7 mieszkańców zadeklarowało polską, a 23 białoruską przynależność narodową. Było tu 5 budynków mieszkalnych. W 1931 w 4 domach zamieszkiwało 38 osób.
Wierni należeli do parafii rzymskokatolickiej i prawosławnej w Czerniewiczach. Miejscowość podlegała pod Sąd Grodzki w Głębokiem i Okręgowy w Wilnie; właściwy urząd pocztowy mieścił się w Prozorokach.

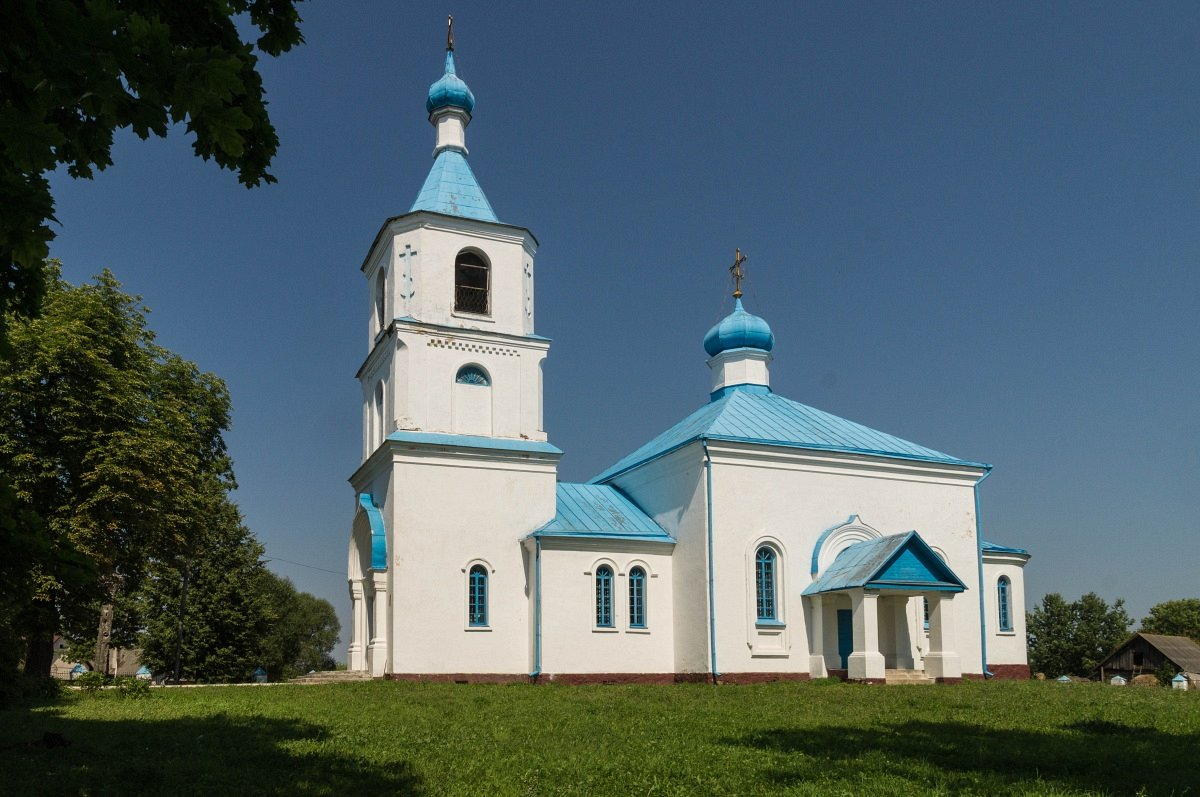
Cerkiew św. Paraskiewy, parafialna
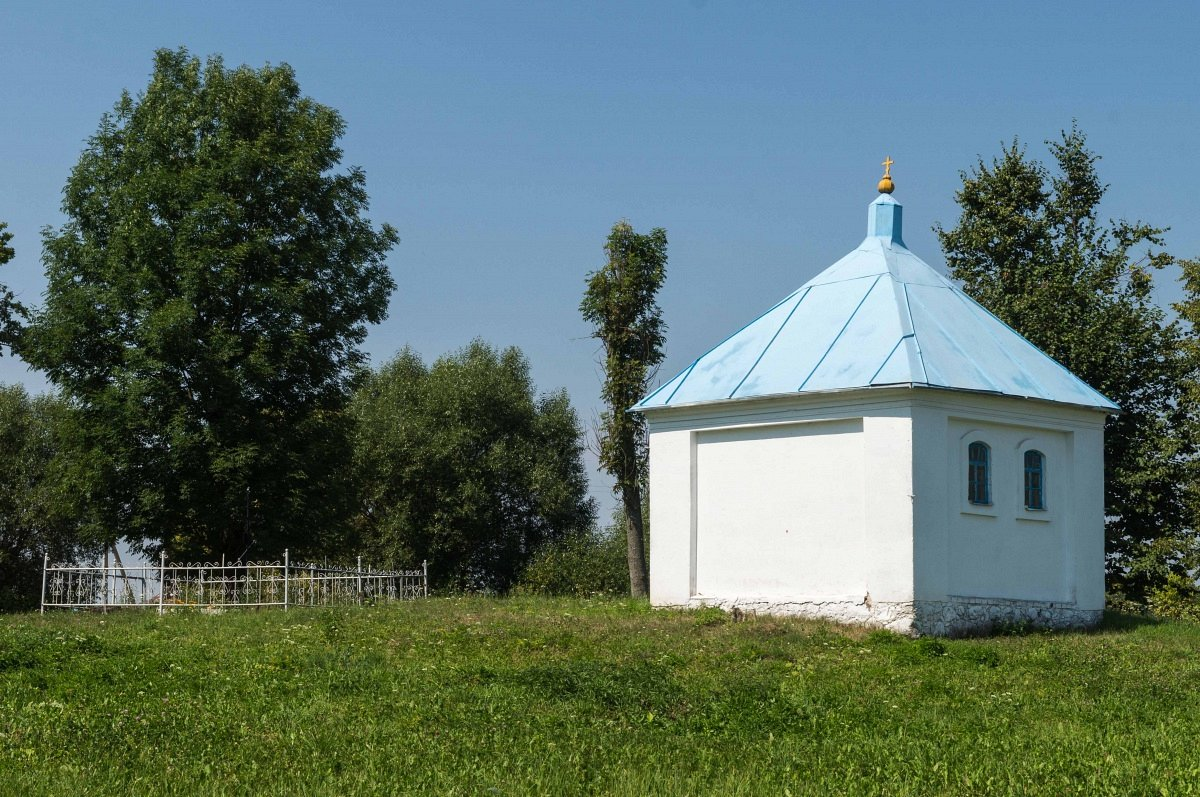
Kaplica koło cerkwi
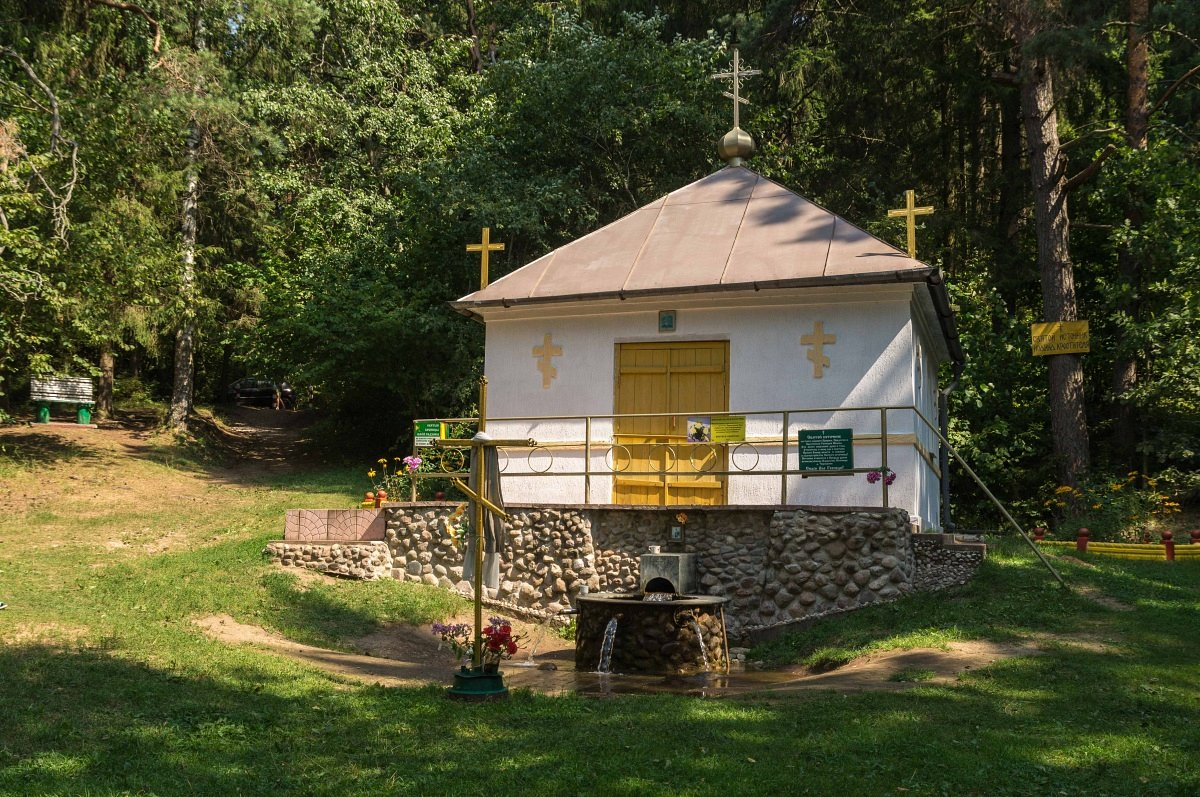
Prawosławna kaplica-sanktuarium św. Jana Chrzciciela przy źródle (w pobliżu wsi Woronki)
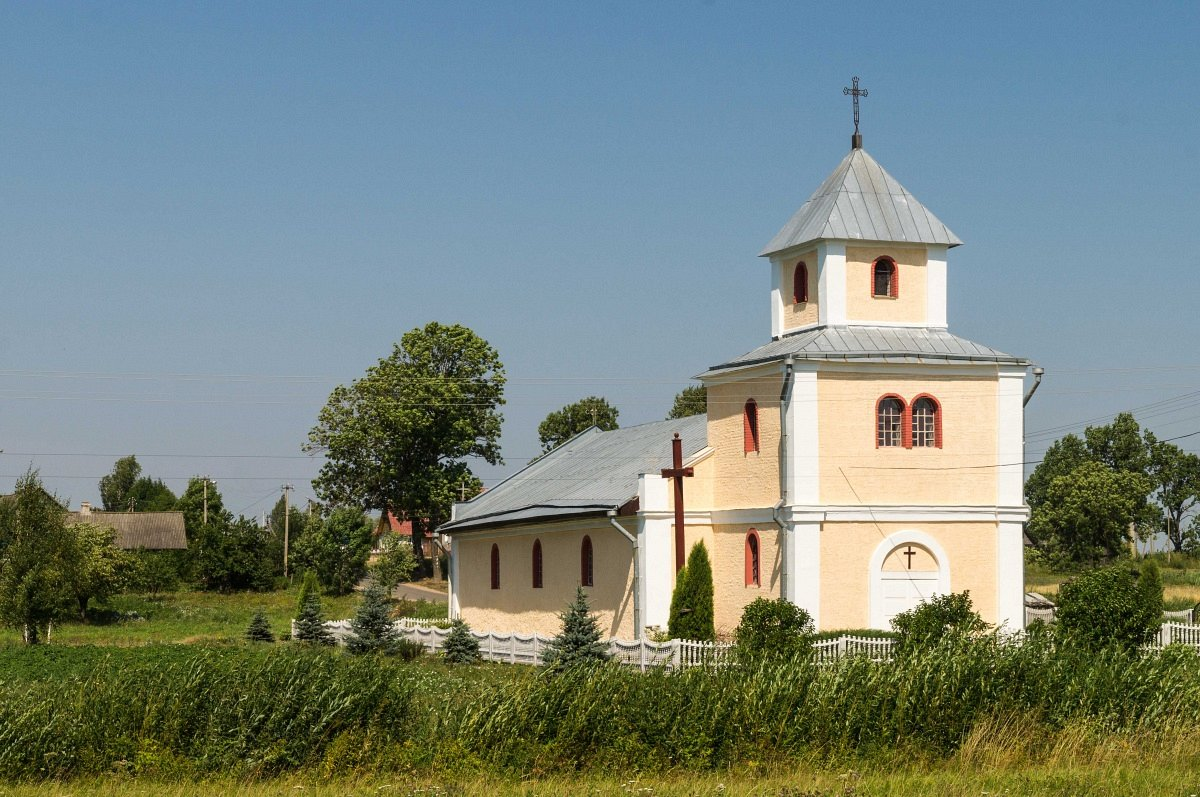
Kościół św. Jana Chrzciciela, parafialny